# C'era una volta il West
C'era una volta il West è un film del 1968 diretto da Sergio Leone.
È un western all'italiana di registro epico prodotto dalla Paramount Pictures e interpretato da Claudia Cardinale, Henry Fonda, Jason Robards e Charles Bronson. La sceneggiatura venne scritta da Leone e Sergio Donati, da un soggetto ideato da Leone, Bernardo Bertolucci e Dario Argento. Il film venne fotografato da Tonino Delli Colli e musicato da Ennio Morricone. È il primo film della trilogia del tempo di Leone, che proseguirà con Giù la testa (1971) e C'era una volta in America (1984).
La versione originale del regista era lunga 165 minuti quando il film uscì il 21 dicembre 1968. Questa versione venne proiettata nelle sale cinematografiche europee, e fu un successo al botteghino. Per l'uscita negli Stati Uniti d'America il 28 maggio 1969, C'era una volta il West venne tagliato dalla Paramount fino a una durata di 145 minuti, ricevendo un'accoglienza critica per lo più negativa e fallendo finanziariamente. Il film è oggi considerato tra i migliori western mai realizzati.
Nel 2009 il film venne incluso nel National Film Registry dalla Biblioteca del Congresso per essere "culturalmente, storicamente o esteticamente" significativo.

## Trama
Sweetwater, un modesto appezzamento di terra vicino a Flagstone (un'immaginaria città del West), è al centro di un conflitto: il terreno è stato acquistato da Brett McBain, il quale prevedeva che la ferrovia transcontinentale in costruzione sarebbe obbligatoriamente dovuta passare attraverso quella zona, l'unica in cui v'era una falda in grado di fornire l'acqua necessaria alle locomotive a vapore. Quando il magnate delle ferrovie Morton, invalido, ne viene a conoscenza, manda il suo sicario Frank a intimidire il proprietario del terreno per convincerlo ad andarsene, ma Frank invece uccide McBain e i suoi tre figli, lasciando delle prove per incriminare il bandito Cheyenne. Sembra che la terra non abbia più alcun proprietario, fino a che un'ex prostituta arriva da New Orleans, rivelando di essere Jill McBain, la nuova moglie di Brett e proprietaria del terreno.

Jill McBain (Claudia Cardinale)

Nel frattempo, un misterioso pistolero che suona un'armonica a bocca, in seguito soprannominato "Armonica" da Cheyenne, è alla ricerca di Frank e, dopo aver eliminato tre uomini che quest'ultimo aveva inviato per ucciderlo, arriva in una locanda sulla strada per Sweetwater, dove informa Cheyenne che i tre pistoleri sembravano spacciarsi come suoi uomini. Mentre a Sweetwater vengono consegnati dei materiali per costruire una stazione ferroviaria e una piccola città, Armonica spiega che Jill perderà Sweetwater a meno che la stazione non venga terminata prima che la squadra di costruzione della ferrovia raggiunga quel punto, così Cheyenne mette i suoi uomini a lavorare per costruirla.
Frank intanto si ribella a Morton, che voleva fare un accordo con Jill. Dopo averla violentata, Frank costringe la donna a vendere la proprietà all'asta. Egli cerca di comprare la fattoria a buon mercato intimidendo gli altri offerenti, ma Armonica arriva con Cheyenne e fa un'offerta molto più elevata equivalente alla ricompensa per la consegna di Cheyenne alle autorità. Armonica respinge l'offerta di Frank che vuole comperargli la fattoria a un dollaro in più di quanto pagato all'asta ma intanto i suoi uomini lo tradiscono e gli tendono un agguato, essendo stati pagati da Morton per rivoltarsi contro di lui. Con grande indignazione di Jill,  Armonica aiuta Frank a ucciderli, al solo scopo di farlo sopravvivere e tenere per sé il compito di ucciderlo.
Morton e gli altri uomini di Frank vengono uccisi in uno scontro con la banda di Cheyenne. Frank poi va a Sweetwater per affrontare Armonica; in due precedenti occasioni Frank aveva chiesto ad Armonica chi fosse, ma entrambe le volte, come risposta Armonica aveva citato  i nomi di uomini uccisi da Frank. Questa volta Armonica dice che rivelerà chi è "solo sul punto di morire". I due uomini si preparano per un duello, e a questo punto il motivo di vendetta di Armonica viene rivelato in un evocativo flashback.
Quando Armonica era un ragazzo, un giovane Frank, già bandito crudele, lo aveva costretto a tenere in piedi sulle spalle il fratello adulto che aveva un cappio intorno al collo. Mentre il ragazzo lottava per sostenere il peso del fratello, Frank gli aveva messo un'armonica in bocca. Alla fine il fratello maggiore aveva maledetto il suo assassino ed era rimasto impiccato alla campana del villaggio, dopo aver allontanato con un calcio Armonica per fare in modo che non fosse lui a provocargli la morte.
Armonica estrae la pistola per primo e spara a Frank. In punto di morte, l'uomo gli chiede nuovamente chi sia: l'altro gli mette l'armonica in bocca. Frank, riconoscendolo, annuisce debolmente, per morire subito dopo. Armonica e Cheyenne dicono addio a Jill, che sta supervisionando la costruzione della stazione ferroviaria mentre la squadra della ferrovia raggiunge Sweetwater. Cheyenne crolla, rivelando di essere stato colpito mortalmente dal magnate Morton durante lo scontro con la banda di Frank. Il treno di lavoro arriva e Jill porta l'acqua ai lavoratori ferroviari, come le aveva suggerito di fare Cheyenne, mentre Armonica cavalca via con il corpo di Cheyenne lasciandosi alle spalle Sweetwater ed il suo destino.

## Produzione

### Sviluppo
Dopo aver diretto Il buono, il brutto, il cattivo, Leone aveva intenzione di ritirarsi dal fare western, credendo di aver già detto tutto quello che voleva. Si era imbattuto nel romanzo Mano armata di Harry Grey, un libro autobiografico basato sull'esperienza dell'autore come criminale ebreo durante il proibizionismo, e progettava di adattarlo in un film (che sarebbe infine diventato, diciassette anni dopo, il suo ultimo film, C'era una volta in America). A Leone però venivano offerti solo western dagli studios di Hollywood. La United Artists (che aveva prodotto la trilogia del dollaro) gli offrì l'opportunità di fare un film con protagonisti Charlton Heston, Kirk Douglas e Rock Hudson, ma il regista rifiutò; tuttavia, quando la Paramount Pictures offrì a Leone un budget generoso con accesso a Henry Fonda - il suo attore preferito e uno con cui avrebbe voluto lavorare per quasi tutta la sua carriera -, il regista infine accettò.

Poco prima del Natale del 1966, il regista Bernardo Bertolucci, pensando che vedere film l'avrebbe consolato del fatto che i suoi primi due lungometraggi, La commare secca e Prima della rivoluzione, non avevano avuto successo al botteghino, assistette allo spettacolo delle tre di pomeriggio de Il buono, il brutto, il cattivo in un cinema di Roma. Proprio lì incontrò Leone e il critico cinematografico del giornale Paese Sera, poi divenuto un acclamato autore di horror, Dario Argento, i quali erano nella cabina del proiezionista, per supervisionare la proiezione del film. Leone lo riconobbe e Argento fece le presentazioni. Il giorno dopo, Leone telefonò a Bertolucci a casa, per chiedergli se gli fosse piaciuto il film:
Intanto, il regista romano rivelò ai dirigenti della Paramount che la sua prossima pellicola sarebbe stata più personale rispetto alla trilogia del dollaro, che non ci sarebbe stato il bisogno di assoldare i suoi «vecchi sceneggiatori» (Luciano Vincenzoni e Sergio Donati) per scrivere il copione e che sarebbe stata ridotta al minimo ogni traccia visibile della fabbrica di Cinecittà, per girare il nuovo film in una struttura che gli avrebbe consentito di preparare un suo progetto, chiamato C'era una volta in America. Sebbene Charles Bluhdorn, direttore della Gulf and Western, la società proprietaria della Paramount, fosse un uomo d'affari espansivo e impaziente che non amava essere contraddetto, Leone seppe impressionarlo al punto da farsi lasciare mano libera.

### Sceneggiatura

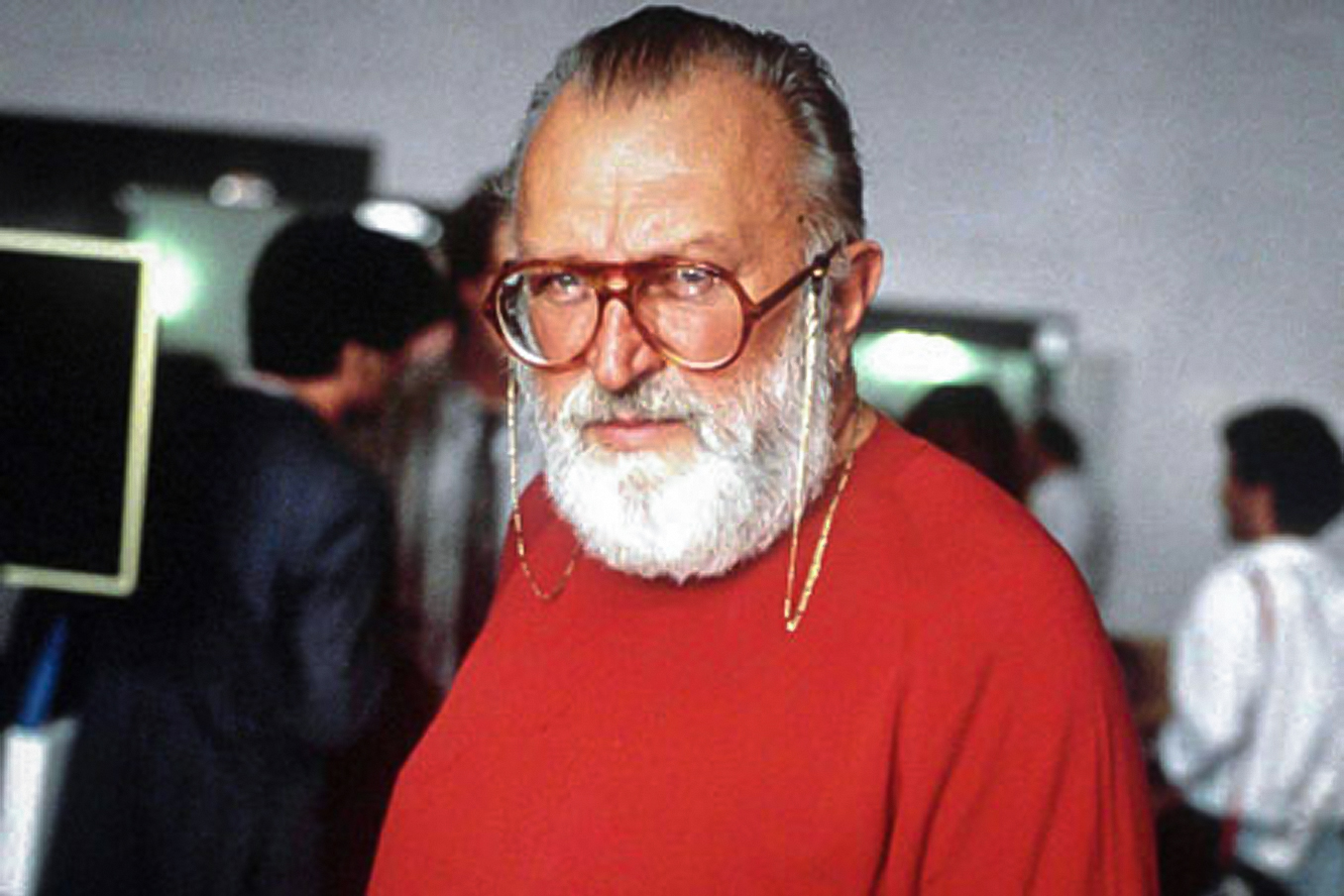
Il regista Sergio Leone durante le riprese di un altro suo film, C'era una volta in America

Leone ingaggiò, quindi, sia Argento sia Bertolucci per scrivere la storia del suo nuovo film; intraprese così una serie di riunioni con i due giovani in casa sua, in via Lisippo, nel quartiere Axa, che durò dal gennaio all'aprile del 1967. Carla, moglie del regista, ricorda che «per Sergio questo era un passo molto insolito: Dario e Bernardo erano giovani, ed erano molto attratti da come Sergio parlava di cinema». Con lo scopo di assicurarsi il controllo sul progetto, Leone mise Argento e Bertolucci sotto contratto con la sua nuova casa di produzione, la Rafran, il cui nome deriva dalle prime sillabe dei nomi delle figlie, Raffaella e Francesca.

Leone ricordava così queste riunioni: 
Spesso queste chiacchierate si focalizzavano sui molti significati attribuibili alla frase "C'era una volta il West". Per Leone, essa sottintendeva l'unione fra la narrazione popolare ("C'era una volta…") e la loro attendibilità storica ("…il West"), ponendo, contemporaneamente, l'epoca d'oro del western in una sorta di ambientazione favolistica. L'argomento principale, l'arrivo del progresso sotto forma del treno, è, infatti, una delle sette trame base di questo genere elencate dallo scrittore Frank Gruber e molti registi, tra cui John Ford e Cecil B. DeMille, ne avevano usufruito in passato.
Leone, invece, lo sfruttò per esprimere il proprio punto di vista sul west: "L'idea di base era ricorrere ad alcune delle convenzioni, dei trucchi e delle ambientazioni dei western americani, e a una serie di riferimenti a singoli western - e usare il tutto per raccontare la mia versione della storia della nascita di una nazione". Bertolucci, a questo proposito, affermò: "In quei giorni c'era il culto per l'uso delle citazioni, e io mi dicevo: «Non sarebbe stupendo se un regista del talento di Leone facesse citazioni senza saperlo, in tutta innocenza - citazioni che, invece di essere volute, si limitano a capitare?»". In realtà, secondo il regista del film, Bertolucci, non avendo lavorato alla sceneggiatura, non poté prendere decisioni riguardo al menzionare altri film, pur avendo apportato «qualcosa di personale collaborando alla storia».

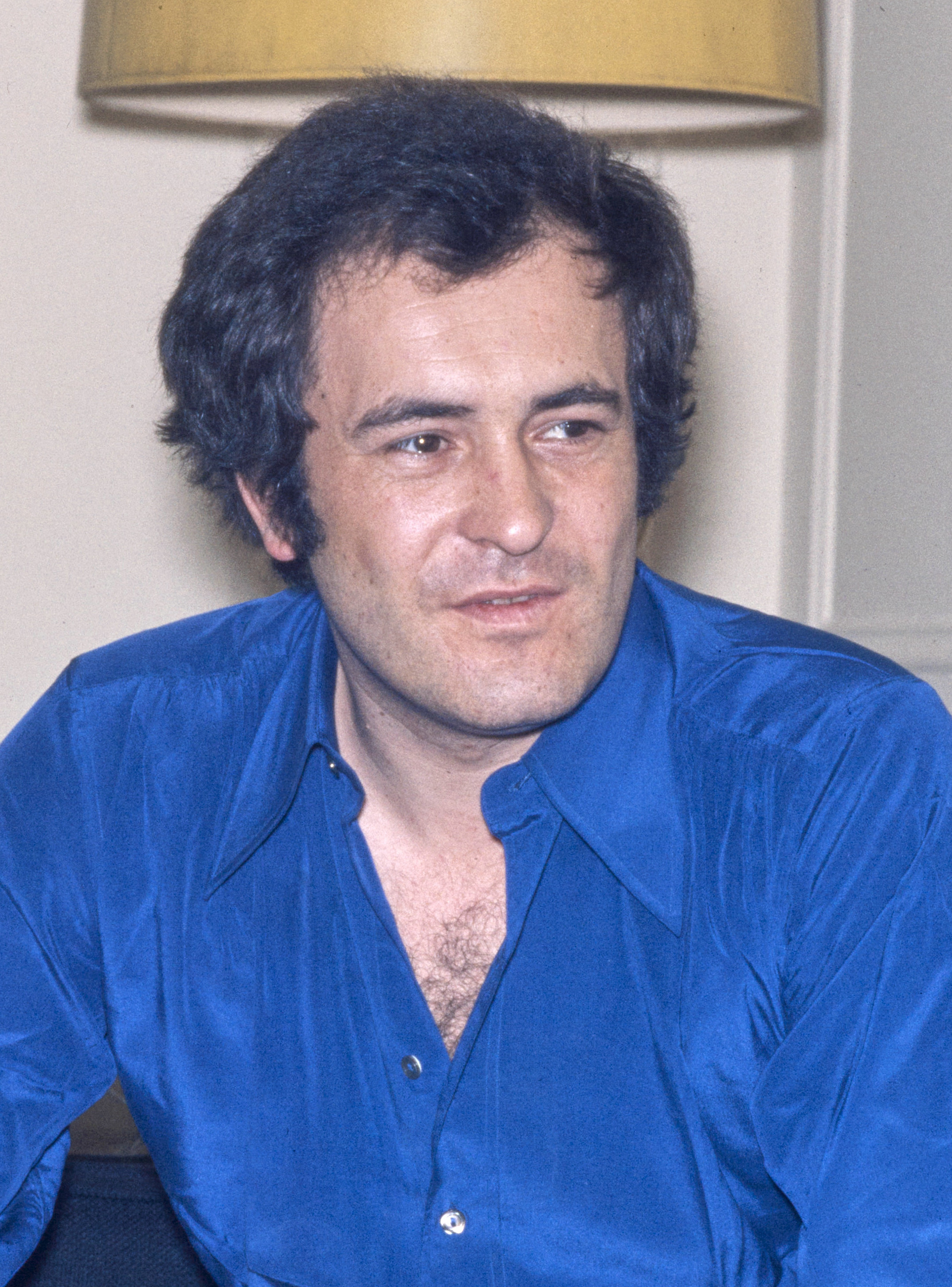
Bernardo Bertolucci nel 1971.

Durante le riunioni, si dava molta importanza al fattore ludico: Bertolucci ricorda che «a volte Leone dava l'impressione che preparare un film fosse come quando uno è bambino e gioca ai cowboy». Argento affermò in seguito che questa caratteristica del regista era molto contagiosa: "Mi comprai una pistola, una Colt… una vera. Avevo bisogno di sentirne il peso. Così, a casa da solo, giocavo con la pistola, facendomela roteare e roteare nelle mani. Comprai anche un cappello da cowboy e lo indossavo davanti a uno specchio. Facevo di tutto per cercare di entrare nello spirito della cosa".

Secondo lo stesso Argento, il lavoro si fece gradualmente più rigoroso:

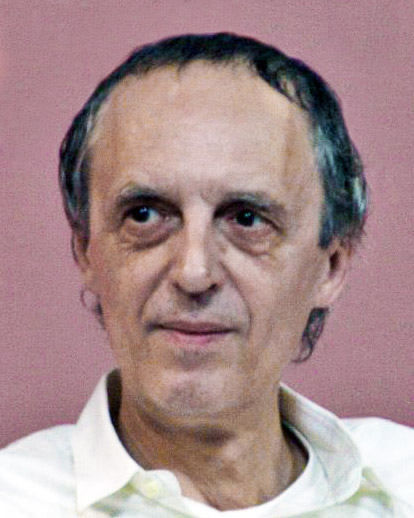
Dario Argento nel 2007.

Quando poi la storia cominciò a prendere forma, Leone si era già recato diverse volte negli Stati Uniti d'America, dove aveva svolto dei sopralluoghi con una jeep a noleggio nei deserti del Colorado, del Nuovo Messico e in Arizona. In quest'ultimo stato, in particolare, aveva effettuato una visita guidata presso la Monument Valley, al confine con lo Utah, accompagnato dal direttore della fotografia Tonino Delli Colli, il quale ricorda:«[vedevo] Sergio tutto eccitato che mi diceva quasi tutte le inquadrature dei film di John Ford: "Ha girato da quest'angolazione. Ha messo la macchina qui". Ce l'aveva tutto nella testa». Proprio da un piccolo villaggio di quella zona deriva il nome del luogo del ranch dei McBain, "Sweetwater". Bertolucci ricorda:
Il frutto di quattro mesi di riunioni fu un trattamento, che Bertolucci ricorda «enorme… [di] circa trecento pagine», consistente perlopiù in descrizioni, suggerimenti di immagini visive e indicazioni di messa in scena. A questo punto, Bertolucci decise di separarsi dal gruppo, poiché aveva appena accettato di dirigere un film interpretato dai membri della compagnia teatrale sperimentale del Living Theatre, che sarebbe stato poi chiamato Agonia e incluso nel film collettivo Amore e rabbia del 1969. Argento, quindi, decise di dedicarsi alla scrittura di diverse sceneggiature di spaghetti western, tra cui quella di Un esercito di 5 uomini, di cui diresse una sequenza, e alla preparazione del suo primo film da regista, L'uccello dalle piume di cristallo, un thriller che sarebbe poi uscito nelle sale nel 1970.

Argento ricorderà con queste parole l'aiuto che diede alla sua carriera la collaborazione con Leone:
Senza più un collaboratore con cui scrivere la sceneggiatura del film, Leone decise di richiamare Sergio Donati. Quest'ultimo, tuttavia, era molto amareggiato: dopo aver lavorato per molti mesi al copione de Il buono, il brutto, il cattivo, Donati non fu accreditato nel film, ma Leone gli promise che avrebbe scritto la sua successiva pellicola.

Lo sceneggiatore ricorda così i mesi successivi a questa promessa:
Fin da Il buono, il brutto, il cattivo, che originariamente durava tre ore, i film di Leone erano solitamente tagliati (spesso drammaticamente) per la distribuzione americana. Leone era molto consapevole della lunghezza di C'era una volta il West durante le riprese, così chiese a Donati di aiutarlo a perfezionare la sceneggiatura per frenare la lunghezza della pellicola verso la fine della produzione. Molti dei dialoghi più memorabili del film provengono da Donati, o dal direttore dei dialoghi in inglese del film, l'attore americano espatriato Mickey Knox.

### Casting

In primo piano, di spalle, Jill McBain (Claudia Cardinale) e Armonica (Charles Bronson); sullo sfondo, Frank (Henry Fonda).

Henry Fonda non accettò la prima offerta di Leone di interpretare Frank, così Leone volò a New York per convincerlo, dicendogli: "Immagina questo: la telecamera mostra un bandito dalla vita in giù che tira fuori la sua pistola e spara a un bambino che corre. La telecamera si alza verso la faccia del bandito e… è Henry Fonda". Dopo l'incontro con Leone, Fonda chiamò il suo amico Eli Wallach, che gli consigliò di fare il film, poiché avrebbe avuto l'esperienza della sua vita.
Quando accettò il ruolo, Fonda arrivò sul set con lenti a contatto marroni e barba. Fonda sentiva che avere gli occhi scuri e la barba si sarebbe fuso bene con il male del suo personaggio e avrebbe aiutato il pubblico ad accettare questo "nuovo" Fonda come il cattivo, ma Leone gli disse subito di togliere lenti e barba. Leone riteneva che gli occhi azzurri di Fonda riflettessero meglio la gelida natura del killer. Era una delle prime volte in un film western dove il cattivo sarebbe stato interpretato dall'attore principale.
Il ruolo di Armonica era stato inizialmente offerto a Clint Eastwood, il quale però rifiutò. Leone, quindi, contattò Charles Bronson e James Coburn, avendo sempre apprezzato le loro interpretazioni nel classico western I magnifici sette, oltre a essere stati entrambi (insieme proprio a Henry Fonda) a suo tempo considerati per il ruolo dell'uomo senza nome in Per un pugno di dollari: poiché Coburn chiese un compenso eccessivo, il ruolo di Armonica andò infine a Bronson. 
A Robert Ryan venne offerto il ruolo dello sceriffo interpretato da Keenan Wynn. Ryan inizialmente accettò, ma si tirò fuori dopo che gli venne dato un ruolo più importante ne Il mucchio selvaggio di Sam Peckinpah.
Kirk Douglas, desideroso di lavorare con Leone, tentò a più riprese di convincere il regista romano ad affidargli il ruolo di Cheyenne; tuttavia, Leone gli preferì, invece, Jason Robards.
A Enrico Maria Salerno e Robert Hossein venne offerto il ruolo di Morton prima che Gabriele Ferzetti venisse assunto; Hossein aveva accettato, ma dovette abbandonare per un impegno teatrale. Ferzetti, che lo considerava uno dei suoi migliori ruoli, si riferì al suo casting come "fato, destino".
L'arco in mattoni del flashback di Armonica fu costruito nei pressi di un piccolo aeroporto quindici miglia a nord della Monument Valley e a due miglia dalla U.S. Route 163 (che collega la Goulding's Trading Post e Mexican Hat). La famosa sequenza d'apertura, con i tre killer che incontrano il treno, fu in realtà l'ultima filmata nell'allora Spagna franchista: le riprese vennero programmate per quattro giorni, e furono girate lungo la linea ferroviaria nei pressi della Estación de La Calahorra, nei pressi di Guadix.
L'attore Al Mulock, il quale interpreta Knuckles nella sequenza d'apertura, si suicidò a Guadix poco prima che le riprese di questa sequenza finissero, gettandosi dalla finestra della sua stanza d'albergo col costume di scena. Anche Frank Wolff, l'attore che interpreta Brett McBain, si suicidò in un residence di Roma nel 1971.

## Colonna sonora
La musica è stata scritta dal compositore Ennio Morricone, collaboratore regolare di Leone, sotto la direzione del regista prima dell'inizio delle riprese. Come ne Il buono, il brutto, il cattivo, la musica ossessionante, enfatizzata a tratti dal suono acuto, quasi stridulo, di un'armonica, contribuisce alla grandezza del film e, come quella del suddetto film, è considerata una delle più grandi composizioni di Morricone.
Il film presenta leitmotiv che si riferiscono a ciascuno dei personaggi principali (ognuno con il proprio tema musicale), nonché allo spirito del West americano. Particolarmente interessante è la voce senza parole della cantante italiana Edda Dell'Orso durante il tema musicale di Jill. Era desiderio di Leone avere la musica a disposizione e suonata durante le riprese. Leone fece comporre a Morricone la colonna sonora prima dell'inizio delle riprese, e riprodusse la musica in sottofondo per gli attori sul set.
Fatta eccezione per circa un minuto del motivo Come una sentenza, prima che Armonica uccida i tre banditi, nessuna colonna sonora viene suonata fino alla fine della seconda scena, quando Henry Fonda fa il suo primo ingresso. Questo può non sembrare particolarmente strano, anche se la musica di Morricone è solitamente considerata come una parte vitale dei film western di Sergio Leone. Durante l'inizio del film, Leone e Morricone fanno invece utilizzo di un numero di suoni naturali, per esempio una ruota che gira nel vento, il suono di un treno, locuste, fucili da caccia, ali di piccioni ecc., oltre all'armonica suonata dal personaggio di Bronson, dal momento che il suono dell'armonica è "dentro il film" piuttosto che una vera colonna sonora.
Le quattro note scritte da Morricone per Armonica sono eseguite da Franco De Gemini. Questo brano è stato originariamente suonato con un'armonica cromatica in Sib con un piccolo riverbero per farlo sembrare un po' spettrale. Le note sono Mi, Do, Mib, Mi che si suonano nei fori 5 e 6 con l'uso dello slide in corrispondenza al foro 6. Una occasionale nota Mi di passaggio si ottiene con lo slide a metà tra il foro 5 e 6.

### Album
La colonna sonora del film venne pubblicata nel 1972, e includeva originariamente 10 tracce. Nel mondo vennero vendute circa 10 milioni di copie dell'album. Anche le recensioni furono positive; AllMusic ha dato all'album 4 stelle su 5. Una versione rimasterizzata ed estesa a 27 tracce fu pubblicata in Italia nel novembre 2005.

#### Tracce
1. C'era una volta il West - 3:43
2. L'uomo - 1:02
3. Il grande massacro - 2:39
4. Arrivo alla stazione - 0:55
5. L'orchestraccia - 2:24
6. L'America di Jill - 2:47
7. Armonica - 2:26
8. La posada n. 1 - 1:39
9. Un letto troppo grande - 1:31
10. Jill - 1:47
11. Frank - 1:51
12. Cheyenne - 1:16
13. La posada n. 2 - 1:32
14. La posada n. 3 - 1:18
15. Epilogo - 1:14
16. Sul tetto del treno - 1:19
17. L'uomo dell'armonica - 3:29
18. In una stanza con poca luce - 5:07
19. L'attentato - 4:40
20. Ritorno al treno - 0:56
21. Morton - 1:36
22. Come una sentenza - 3:07
23. Duello finale - 3:35
24. L'ultimo rantolo - 1:44
25. Nascita di una città - 4:24
26. Addio a Cheyenne - 2:37
27. Finale - 4:08

## Distribuzione

### Data di uscita
Le date di uscita internazionali sono state:
- 21 dicembre 1968 in Italia
- 28 maggio 1969 negli Stati Uniti d'America (Once Upon a Time in the West)
- 6 giugno nel Regno Unito (Once Upon a Time in the West)
- 4 agosto in Svezia (Harmonica - En hämnare)
- 10 agosto in Brasile (Era uma Vez no Oeste)
- 14 agosto in Germania Ovest (Spiel mir das Lied vom Tod)
- 27 agosto in Francia (Il était une fois dans l'ouest)
- 29 agosto in Austria (Spiel mir das Lied vom Tod)
- 25 settembre a Hong Kong
- 4 ottobre in Giappone (Uesutan)
- 24 novembre in Spagna (Hasta que llegó su hora)
- 4 dicembre in Messico (Erase una vez en el oeste)
- 17 aprile 1970 in Finlandia (Huuliharppukostaja)
- 21 aprile in Norvegia (Ondt blod i Vesten)
- 23 maggio in Irlanda
- 16 ottobre in Uruguay
- 4 giugno 1971 in Belgio (Er was eens in het verre Westen)
- 27 novembre 1972 in Turchia (Batida Kan Var)
- 17 gennaio 1974 in Ungheria (Volt egyszer egy vadnyugat)
- 24 luglio 1981 in Germania Est

### Edizioni home video

#### DVD

##### Prima edizione CVC
La prima edizione DVD uscì il 20 giugno 2000 a opera della CVC. Il DVD presentava la director's cut con l'audio italiano rielaborato in Dolby Digital 5.1. Il video tuttavia venne rimasterizzato in 1,85:1, tagliando i lati dell'immagine. Come extra erano presenti le filmografie di Leone e degli attori principali.

##### Edizione speciale
La seconda edizione DVD uscì il 13 aprile 2002, sempre a opera della CVC. Promosso come edizione speciale, il DVD presentava la director's cut rimasterizzata nel formato originale in 2,35:1, con l'audio italiano in mono e in Dolby Digital 5.1. Come extra, oltre alle filmografie di regista e attori, erano presenti delle interviste a Sergio Leone e Claudia Cardinale. Questo fu l'ultimo DVD a presentare la director's cut italiana.

##### Edizione MHE
La terza edizione DVD uscì il 21 novembre 2007, a opera di Mondo Home Entertainment. Il DVD includeva per la prima volta la versione cinematografica, nell'edizione restaurata presentata a Roma il mese precedente. Il DVD era disponibile, oltre che nella versione normale, anche in una Special Edition digibook che includeva il libro La storia di un'opera. Il film era presentato con l'audio italiano in mono (inclusa una traccia in PCM lineare) e sottotitoli per non udenti nella stessa lingua. Non era incluso alcun contenuto speciale.

##### Edizione Rai Cinema
La quarta edizione DVD è uscita il 5 dicembre 2013, a opera di Rai Cinema. Anche questo DVD include la versione restaurata del 2007, con audio italiano in mono e Dolby Digital 5.1, e non sono presenti extra. Inizialmente il DVD era stato inserito in un custom case di cartone, ma in seguito è stato ristampato con una normale custodia amaray.

#### Blu-ray Disc

##### Prima edizione
La prima edizione BD è uscita il 5 dicembre 2013, a opera di Rai Cinema. Il BD include la versione restaurata del 2007 con l'audio italiano in mono e quello inglese in DTS-HD 5.1. L'unico extra incluso è il trailer americano. Inizialmente il BD era stato inserito in un custom case di cartone, ma in seguito è stato ristampato con una normale custodia amaray.

## Accoglienza

### Incassi
Il film, con un incasso di due miliardi e mezzo di lire, si classificò terzo dietro Serafino e Il medico della mutua tra i maggiori successi italiani della stagione 1968-69.
Detiene ad oggi il 40º posto nella classifica dei film italiani più visti di sempre con 8 870 732 spettatori paganti.

### Critica
Benché meno popolare negli Stati Uniti d'America rispetto alla precedente trilogia del dollaro, C'era una volta il West guadagnò un fervente seguito di culto in tutto il mondo, in particolare tra cineasti e registi. Già negli anni 1970 venne rivalutato da giovani registi e critici, molti dei quali lo definirono un capolavoro; tra i tanti, anche Quentin Tarantino, Martin Scorsese, George Lucas, John Carpenter e John Boorman hanno parlato dell'influenza che il film ha avuto su di loro. È ormai considerato uno dei migliori film mai realizzati e alcuni critici lo considerano il miglior western di sempre e la più bella realizzazione di Sergio Leone come regista. Il sito web di aggregazione di recensioni Rotten Tomatoes raccolse retrospettivamente le recensioni di 54 critici, tutte positive. C'era una volta il West può essere trovato in numerosi sondaggi cinematografici e liste "best of":
- Time nominò C'era una volta il West come uno dei 100 migliori film del XX secolo.[1]
- Nell'elenco "1000 Greatest Films" di They Shoot Pictures, Don't They, C'era una volta il West è posizionato al numero 62.[3]
- La rivista Total Film mise C'era una volta il West nella sua edizione speciale dei "100 Greatest Movies".[4]
- Nel 2008 C'era una volta il West si classificò al 14º posto nella lista dei 500 migliori film della storia secondo Empire, il western più in alto della lista.[5]

## Riconoscimenti
- 1969 - David di Donatello
  - Miglior produttore a Bino Cicogna
- 1969 - Nastro d'argento
  - Candidatura al miglior attore non protagonista a Gabriele Ferzetti
  - Candidatura alla migliore colonna sonora a Ennio Morricone

## Citazioni e riferimenti

### Citazioni di altre opere
Intento di Leone era di prendere le usuali convenzioni dei western americani di John Ford, Howard Hawks e altri per rielaborarle in modo ironico, sostanzialmente invertendo il loro significato previsto nelle fonti originali per infondere una connotazione più cupa. L'esempio più evidente di questo è la scelta del veterano eroe del cinema Henry Fonda come interprete del malvagio Frank, ma ci sono anche molte altre inversioni più sottili lungo tutto il film. Secondo il critico e storico del cinema Christopher Frayling, il film cita ben 30 western classici americani.
Le citazioni più importanti sono:
- Mezzogiorno di fuoco. La sequenza d'apertura è simile a quella di Mezzogiorno di fuoco, dove tre fuorilegge (Lee Van Cleef, Sheb Wooley e Robert J. Wilke) aspettano in una stazione l'arrivo del loro capo (anch'egli di nome Frank, interpretato da Ian MacDonald) con il treno di mezzogiorno. In apertura di C'era una volta il West, tre fuorilegge (Jack Elam, che era apparso in una piccola parte in Mezzogiorno di fuoco, Woody Strode e Al Mulock) aspettano in una stazione. Tuttavia, il periodo di attesa è raffigurato in una sequenza lunga dieci minuti, il treno arriva diverse ore dopo mezzogiorno, e il suo passeggero è l'eroe del film (Charles Bronson) anziché il cattivo.[7]
- Quel treno per Yuma. Questo western cult di Delmer Daves può aver avuto una notevole influenza sul film. Il riferimento più evidente è un breve scambio tra lo sceriffo e Cheyenne, in cui discutono l'invio di quest'ultimo alla prigione di Yuma. Inoltre, come in C'era una volta il West, l'antagonista è interpretato da un attore (Glenn Ford) che normalmente interpretava l'eroe. Il film presenta anche musica diegetica (Ford a un certo punto fischia il tema del film, proprio come Armonica suona in C'era una volta il West). E la scena in cui il personaggio di Van Heflin accompagna Ford alla stazione ferroviaria evitando un agguato dalla sua banda potrebbe aver ispirato l'agguato di Frank dai suoi uomini nel film di Leone.
- I comanceros. Il cognome McBain e il nome di Sweetwater vengono da questo film.
- Johnny Guitar. Il personaggio di Jill McBain è presumibilmente basato su quello di Vienna, e Armonica può essere influenzato dal protagonista del film. Parte del soggetto (coloni contro la ferrovia) può essere riciclata da questo film.[7]
- Il cavallo d'acciaio. C'era una volta il West può contenere diverse sottili citazioni a questo film, tra cui l'inquadratura dal basso del treno nella scena di apertura, e quella del treno che si ferma nella stazione di Sweetwater alla fine del film.[7]
- Il cavaliere della valle solitaria. La scena della strage in C'era una volta il West vede il giovane Timmy McBain andare a caccia con il padre, proprio come Joey va a caccia con il padre ne Il cavaliere della valle solitaria. Il funerale dei McBain è preso in prestito quasi shot-for-shot da Il cavaliere della valle solitaria.[7]
- Vera Cruz. In entrambi i film il personaggio di Bronson suona un'armonica ed è conosciuto solo con il suo soprannome.
- Sentieri selvaggi. Leone ammise che durante il massacro della famiglia McBain, i cespugli fruscianti, l'arresto del frinire delle cicale e i fagiani svolazzanti che suggeriscono che una minaccia si avvicina alla fattoria, erano tutti presi da Sentieri selvaggi. Anche il finale del film - in cui i nomadi occidentali Armonica e Cheyenne sono costretti ad andarsene piuttosto che unirsi alla società moderna - fa eco al famoso finale del film di Ford.[7]

### Citazioni e parodie
- In Ritorno al futuro - Parte III, nella scena in cui il protagonista Marty giunge per la prima volta a Hill Valley, il regista Robert Zemeckis utilizza lo stesso stile di ripresa dell'arrivo alla stazione di Claudia Cardinale in C'era una volta il West.
- In Kill Bill: Volume 1, l'atteggiamento di Hattori Hanzo, l'entusiasmo e infine i dialoghi quando riceve Beatrix Kiddo dietro al bancone e intento a preparare il sushi, sono simili a quelli del barista che accoglie Jill Mc Bain appena arrivata da New Orleans; nel sequel Kill Bill: Volume 2, all'inizio del capitolo 9, per inquadrare La Sposa la cinepresa mette poi in atto la stessa tecnica di ripresa già vista in C'era una volta il West per riprendere Armonica stanco e assetato.
- C'era una volta in Messico di Robert Rodríguez è un omaggio a C'era una volta il West (Il titolo è stato consigliato al regista dal suo amico e collega Quentin Tarantino, grande appassionato di spaghetti-western).
- La scena iniziale di Café Express di Nanni Loy è un chiaro rifacimento della scena iniziale di C'era una volta il West.
- In Pirati dei Caraibi - Ai confini del mondo, durante la scena in cui i personaggi principali del film si incontrano per darsi l'ultimatum, prima dello scontro finale, la colonna sonora e la tecnica di ripresa variano, citando l'atmosfera di C'era una volta il West.
- Nel film L'urlo di Chen terrorizza anche l'occidente, il motivo musicale che accompagna la comparsa del personaggio di Colt, è lo stesso scritto da Ennio Morricone per il personaggio di Frank in C'era una volta il West.

## Versioni alternative
La versione uscita nei cinema di tutto il mondo ha una durata di circa 165 minuti. Al Festival Internazionale del Film di Roma 2007, questa versione venne presentata con un nuovo restauro promosso da Martin Scorsese ed effettuato da Film Foundation e Fondazione Cinema per Roma, in collaborazione con Sergio Leone Production e Paramount Pictures, utilizzato per le successive edizioni home video. Esistono però alcune versioni alternative del film, reperibili in varie forme in alcuni Paesi.

### Versione cinematografica statunitense
Negli Stati Uniti d'America, la Paramount ridusse il film a una durata di circa 145 minuti per l'uscita cinematografica. Vennero completamente tagliate la scena alla locanda (in cui Cheyenne appare per la prima volta), quella in cui Morton e Frank discutono di Jill alle scogliere Navajo e la morte di Cheyenne, mentre la scena della morte di Morton venne ridotta notevolmente. Lionel Stander, che faceva la sua unica apparizione alla locanda, rimase comunque accreditato nei titoli di testa. Venne però aggiunta un'inquadratura, precedentemente tagliata da Leone, alla fine della sequenza d'apertura per mostrare il braccio ferito di Armonica (che avrebbe dovuto essere visto nella scena alla locanda). Questa versione fallì finanziariamente nel Nord America, incassando 5.321.508 dollari, il che ammontava a poco più del budget del film. A partire dalla riedizione del 1984 venne quindi ripristinata la versione integrale da 165 minuti.

### Director's cutitaliana
A metà degli anni 90, per la riedizione italiana in VHS, il film venne restaurato a una durata totale di 175 minuti secondo le indicazioni originarie dello stesso Leone. Il lavoro di restauro venne diretto da Claver Salizzato e realizzato da Tonino Delli Colli, Fausto Ancillai, Alessandro Baragli e Patrizia Ceresani con la collaborazione di Ennio Morricone e Nino Baragli, e finanziato da Sergio Leone Production, Telepiù, Centro sperimentale di cinematografia e Cineteca Nazionale. Le lavorazioni avvennero a Roma presso gli stabilimenti Technicolor e International Recording. I 10 minuti aggiuntivi sono composti in gran parte da ulteriori inquadrature per determinate scene, e sono presenti alcune differenze di montaggio rispetto alla versione cinematografica.
Per una decina d'anni la director's cut fu l'unica versione reperibile in Italia, poiché essa fu presto adottata anche in TV e in DVD. Dopo il restauro della versione cinematografica nel 2007, quest'ultima venne utilizzata per l'uscita in home video e successivamente per la trasmissione televisiva anche in Italia, sostituendo quindi in toto la director's cut.